# Haplodontium fabronioides
Haplodontium fabronioides là một loài rêu trong họ Bryaceae. Loài này được Cardot mô tả khoa học đầu tiên năm 1915.